# Pierre Boiteau
Pierre L. Boiteau (3 de diciembre de 1911 , Cognac-1 de septiembre de 1980, Orsay, Departamento Essonne fue un botánico, y etnólogo francés.
Después de estudiar en la Escuela de Horticultura de Versailles, parte el 26 de octubre de 1932, a Madagascar realizando su servicio militar que concluyó el 23 de diciembre de 1933. Desde 1934, inicia un herbario. Fue principal responsable de los espacios verdes de los Antsirabe y creó el Parque del Este. Luego, toma el cargo en septiembre de 1935, del Parque botánico y zoológico de Tsimbazaza , Tananarive. Paralelamente, aprende el malgache y aprueba el curso superior de lengua malgache en 1937.
En 1936, el Dr. Ch. Grimes le pidió que lo acompañara a la colonia de leprosos de Manankavely, sobre la ruta de Tamatave. Hablando el malgache le permitió ponerse en contacto con un médico tradicional; e identificará las seiis especies que utilizaba. Entre ellos: Centella asiatica (L.) Urb. (Hydrocotyle asiatica L.). Inició los estudios clínicos en 1937. Así comenzó una búsqueda que termina en 1942 por la identificación de asiaticosidos por Bontems (Bontems J. E., 1942) y el desarrollo de un medicamento curativo: el Madécassol® con Albert Rakoto Ratsimamanga. El impacto financiero permitió crear el IMRA: Instituto malgache de Estudios Aplicados, con dos cofundadores desaparecidos, pero el IMRA existe hoy.
El Dr. Ratsimamanga dirige un laboratorio situado en la Calle 12 de la Escuela de Medicina de París: « Laboratorio de Fisiología nutricional, de hormonas y de vitaminas » y acoge con satisfacción a P. Boiteau que había sido expulsado de Madagascar, después de sus eventos de 1947. Continuó sus estudios al mismo tiempo que trabaja con el equipo del Laboratorio de Química del Museo dirigido por Lederer. (Boiteau & al., 1948). Con Ratsimamanga, publican numerosos artículos como: Les éléments de pharmacopée malgache. Y solo el primer tomo será publicado, por falta de fondos. Pierre Boiteau luego publica Précis de matière médicale malgache en 1979.
Fallece en septiembre de 1980 de cáncer.

## Algunas publicaciones
- Ch. Grimes. 1939. Le traitement de la lèpre par l'Hydrocotyle asiatica. Bulletin de la Société de pathologie exotique XXXII (6) : 692
- P. Boiteau. 1941. Contribution à l'étude du rôle de la lumière dans l'écologie végétale à Madagascar. Nº 34 Memoires de l'Académie malgache. Editor Imprimerie Moderne de l'Émyrne, Pitot de la Beaujardière, 72 pp.
- M. Bontems. 1942. Sur un Glucoside nouveau : l'Asiaticoside isolé à partir de Hydrocotyle asiatica (ombellifères). Gazette médicale de Madagascar 15 : 29-33
- J. Devanne, R. Razafimahery. 1942. Glucoside et résine de l'Hydrocotyle asiatica. Gazette médicale de Madagascar : 15-34
- Ch. Grimes, P. Boiteau. 1945. Rapport sur la thérapeutique de la lèpre. Octavo Informe Anual de la Société du Parc Botanique et Zoologique de Tsimbazaza
- P. Boiteau. 1945. Travaux sur l'Asiaticoside (étude botanique)'. Noveno Informe Anual de la Société du Parc Botanique et Zoologique de Tsimbazaza
- P. Boiteau. 1945. Travaux sur l'Asiaticoside. Reporte anual del Laboratoire de botanique et de technologie végétale : 26-40
- P. Boiteau. 1947. Contribution à l'étude du rôle des glucosides dans le métabolisme de la plante. Bulletin de la société de chimie biologique. XXIX (4-6) : 451-453
- P. Boiteau, R. Saracino. 1948. Premiers essais au sujet de l'action de l'Asiaticoside sur les lupus érythémateux et sur certaines lésions produites par les bacilles de Hansen & Koch. Le médecin français VIII (19), 10 de octubre de 1948
- P. Boiteau, A. Buzas, E. Lederer & J. Polonsky. 1948. Sur la constitution chimique de l'Asiaticoside. Nature 163 : 258. Londres. Communication Congrès de Chimie biologique, oct. 1948
- P. Boiteau, A.R. Ratsimamanga. 1956. L'asiaticoside extrait de Centella asiatica et ses emplois thérapeutiques dans la cicatrisation des plaies expérimentales et rebelles (lèpre, tuberculose cutanée et lupus). Thérapie II (1) : 125-151
- P. Boiteau. 1958. Contribution à l'histoire de la nation malgache. Edición reimpresa de Editions sociales, 445 pp.
- P. Boiteau. 1958. Madagascar. Culture et les hommes. Editor Éditions sociales, 431 pp.
- A.R. Ratsimamanga, P. Boiteau. 1964. Propriétés thérapeutiques des extraits de Centella et de leurs constituants triterpéniques isolés. Annales de l'université de Madagascar 2 : 101-107
- P. Boiteau, B. Pasich, A.R. Ratsimamanga. 1964. Les triterpénoïdes en physiologie végétale et animale. Gauthier-Villars (Paris) : 1.370 pp. Asiaticoside : p 240-242, 841-842 & 1215-1268
- P. Boiteau. 1964. Evolución de las concepciones biológicas. Volumen 27 de Problemas científicos y filosóficos. Editor Univ. Nacional Autónoma de México, Dirección Gral de Publ. 117 pp.
- A. Rakoto-Ratsimamanga, P. Boiteau, M. Mouton. 1969. Éléments de Pharmacopée malagasy. IMRA (Antananarivo, Madagascar) : 5-306. en línea en Pl@ntUse
- P. Boiteau. 1979. Précis de matière médicale malgache. La Librairie de Madagascar (Antananarivo, Madagascar) : 97 pp.
- André Aubréville, Pierre Boiteau, Lucile Allorge-Boiteau. 1981. Flore de la Nouvelle-Calédonie et dépendances: Apocynacées. Volumen 10 de Flore de la Nouvelle-Calédonie. Editor Muséum national d'histoire naturelle, Laboratoire de phanérogamie, 302 pp.
- P. Boiteau, Lucile Allorge-Boiteau. 1993. Plantes médicinales de Madagascar: cinquante-huit plantes médicinales utilisées sur le marché de Tananarive (Zoma) à Madagascar. Collection Économie et développement. Études et manuels. Editor Karthala. 135 pp. ISBN 2865374076 en línea
- P. Boiteau, Lucile Allorge-Boiteau. 1995. Kalanchoe (Crassulacées) de Madagascar: systématique, écophysiologie et phytochimie. Économie et développement. Editor Karthala. 252 pp. ISBN 2865375951
- Francis Raymond Fosberg, Marie-Hélène Sachet, Pierre Boiteau. 1977. Nomenclature of the Ochrosiinae (Apocynaceae): Synonymy of Ochrosia Juss. and Neisosperma Raf. Volumen 2. Editor Muséum National d'Histoire Naturelle, Laboratoire de phanérogamie, 33 pp.
- P. Boiteau. 1986. Précis de matière médicale malgache. Médecine traditionnelle et pharmacopée. Editor Agence de coopération culturelle et technique, 141 pp. ISBN 9290280948
- Pierre Boiteau, Marthe Boiteau, Lucile Allorge-Boiteau. 1999. Dictionnaire des noms malgaches de végétaux: De Mavohavanana à Telorirana. Volumen 3. Editor Alzieu, 493 pp. ISBN 2910717402

## Honores
El 1 de septiembre de 1982, el Correo de Madagascar edita un timbre con la efigie de Pierre Boiteau.

### Epónimos
| - (Aloaceae) Lemeea boiteaui (Guillaumin) P.V.Heath - (Apocynaceae) Pandaca boiteaui Markgr. | - (Aspleniaceae) Asplenium boiteaui Tardieu - (Asteraceae) Helichrysum boiteaui Humbert | - (Euphorbiaceae) Croton boiteaui Leandri - (Orchidaceae) Bulbophyllum boiteaui H.Perrier |

- La abreviatura «Boiteau» se emplea para indicar a Pierre Boiteau como autoridad en la descripción y clasificación científica de los vegetales.[7]